# Parco nazionale di Central Island
Il Parco nazionale di Central Island è una area naturale protetta del Kenya istituita nel 1985 che riguarda l'isola omonima del lago Turkana. Si trova nel Kenya settentrionale a circa 800 km a nord di Nairobi. L'isola e il parco fanno parte dei patrimoni dell'umanità dell'UNESCO con il nome di Parchi nazionali del Lago Turkana.

## Territorio
Il parco occupa una superficie di 5 km² che occupa interamente l'isola centrale (Central Island) del lago Turkana e si estende per 1 km nel lago oltre la linea costiera.
Central Island è un'isola vulcanica formata da tre vulcani dormienti e diversi crateri minori, con il suo punto più alto a circa 240 metri sul livello del lago. Di questi crateri, tre contengono dei laghi, chiamati Crocodile, Flamingo e Tilapia, in onore delle loro caratteristiche peculiari.
Il clima è caldo e arido, soprattutto nel periodo dicembre-marzo, mentre giugno e luglio sono i mesi più freddi. Da maggio a settembre venti molto forti soffiano sia la mattina che la sera. Piovosità è inferiore a 250 mm/anno con alcuni punti in cui non piove per diversi anni.

## Flora
La vegetazione è scarsa ma in alcune aree si possono trovare cespugli di Salvadora persica.

## Fauna
Una popolazione di circa 12.000 coccodrilli nidificanti sull'isola centrale è stata stimata da Fitzgerald, ma non sono disponibili dati recenti.